# صومعه صلیب

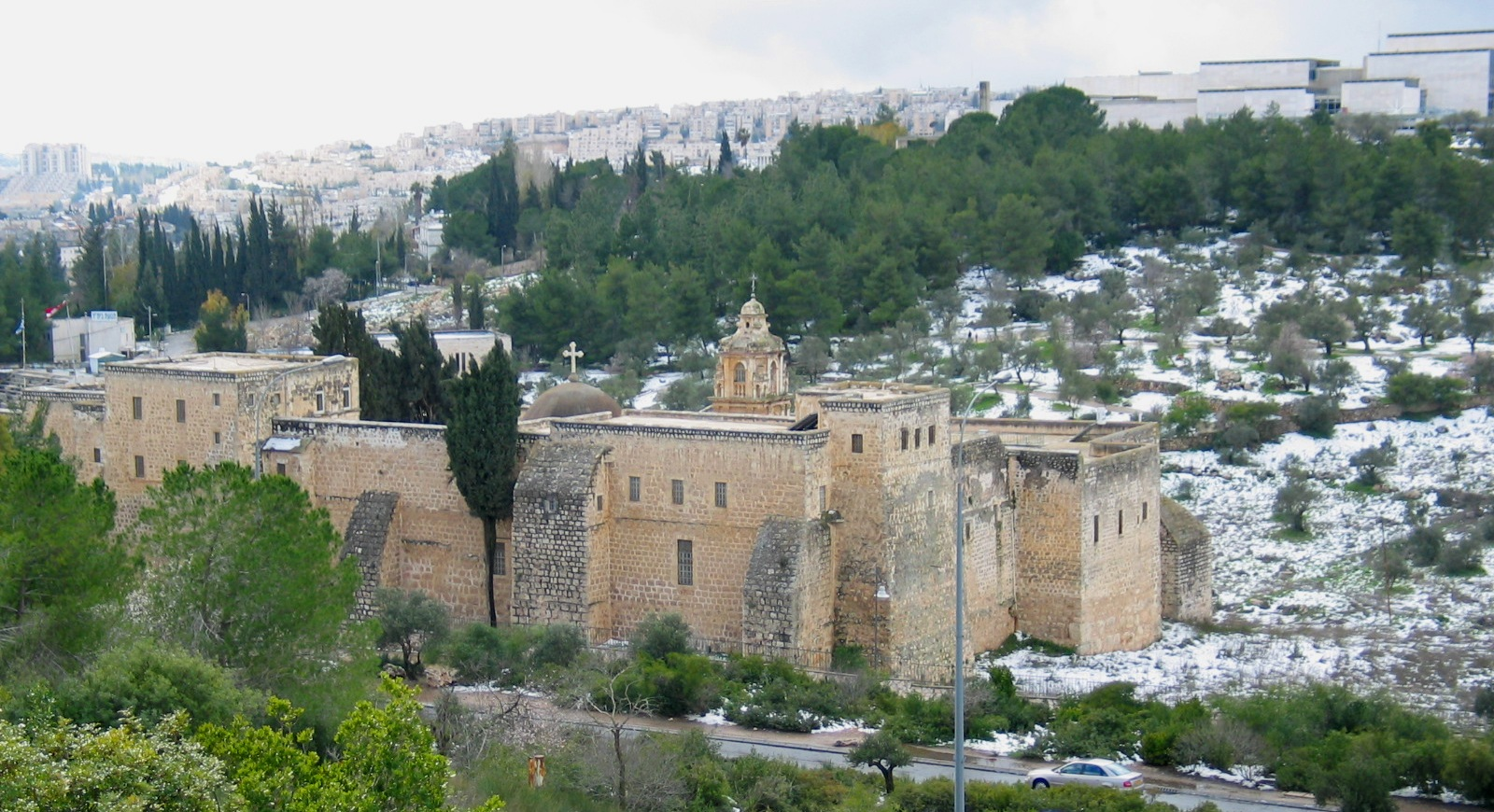
نمایی بیرونی از صومعه صلیب در اورشلیم.

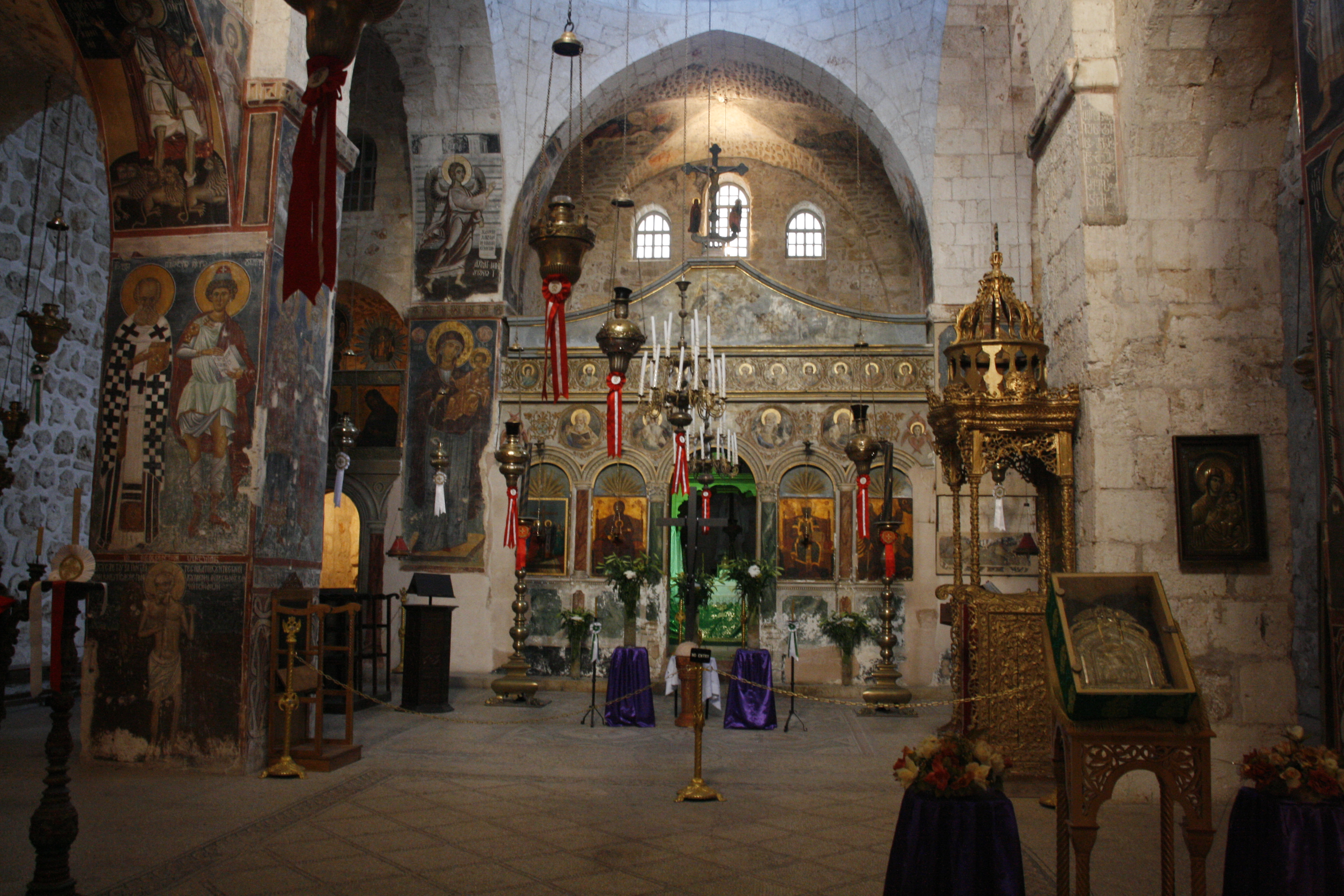
کلیسای ساخته‌شده در داخل صومعه صلیب

صومعه صلیب نام صومعه‌ای تاریخی است که در کنار شهر اورشلیم، اسرائیل ساخته شده است. این صومعه در سدهٔ ۱۱ میلادی به دستور ملکه تامار، ملکه پادشاهی متحد گرجستان بنا نهاده شد.
هم‌اکنون این صومعه در کنترل کلیسای اورتودوکس شرقی قرار دارد.